# Yushi Mizobuchi
Yushi Mizobuchi (溝渕 雄志 Mizobuchi Yushi?), född 20 juli 1994 i Kagawa prefektur, är en japansk fotbollsspelare.
Mizobuchi började sin karriär 2017 i JEF United Chiba. 2019 flyttade han till Matsumoto Yamaga FC.